# 65-73
65-73 (по классификации МО США и НАТО: Type 65) — советская прямоидущая высокоскоростная торпеда калибра 650 мм, предназначенная для поражения авианосных группировок флота с позиций недосягаемых для ПЛО противника. Состояла на вооружении советских атомных подводных лодок с середины 1970-х до начала 2000-х годов.

## История проектирования
Торпеда 65-73 создавалась в НИИ-400 (ныне — ЦНИИ «Гидроприбор») под руководством главного конструктора В. А. Келейникова. Весной 1961 года первые шесть экземпляров торпеды поступили на испытательный полигон на озере Иссык-Куль. В ноябре 1963 года, после ряда доработок, торпеда достигла проектных показателей скорости и дальности, однако размещение её на кораблях не осуществлялось ввиду отсутствия подходящих носителей.
В 1973 году торпеда 65-73 поступила на вооружение ВМФ СССР для использования с атомных подводных лодок проекта 671РТ «Сёмга».

## Конструкция
Торпеда 65-73 имела сигарообразную форму разделённую на отсеки. Газотурбинный двигатель торпеды использует смесь перекиси водорода, керосина и забортной воды и разгоняет торпеду до 50 узлов при дальности хода 50 километров. Основным видом боевого отделения была ядерная боевая часть мощностью 20 килотонн.

## Принцип работы
Перед выстрелом торпеды командир корабля и замполит вводили шифро-коды для снятия ступени защиты торпеды от несанкционированного запуска. Затем с помощью прибора управления торпедной стрельбой (ПУТС) в неё вводились расчётные параметры движения цели (ордера кораблей). После выхода торпеды из торпедного аппарата она со скоростью 50 узлов прямолинейно устремлялась в сторону цели. Стабильность курса торпеды поддерживалась автоматически инерциальной системой управления. При прохождении торпедой предустановленного расстояния срабатывал дистанционный взрыватель и происходил подрыв ядерной боевой части. Ордер кораблей (авианосец, крейсера и т. д.) на расстоянии до 700 метров уничтожался или корабли получали серьёзные повреждения, а на дистанции 700—1400 метров нанесённые повреждения значительно снижали их боеспособность.